# Aage Johansen
Aage Johansen (Hamar, 6 december 1919 – Oslo, 6 februari 2012) was een Noors oud-langebaanschaatser.
Johansen reed als 19-jarige naar het brons op het EK allround van 1939, dat in Riga (Letland) werd gehouden.
Tijdens en vlak na de Tweede Wereldoorlog werden er door het ISU geen kampioenschappen uitgeschreven en daarom moest Johansen wachten tot het EK allround van 1947 eer hij weer in een officieel kampioenschap kon wedijveren om de titel. In een onofficieel Europees kampioenschap in 1946 werd de Noor nog tweede, een jaar later kwam Johansen niet verder dan een zesde plek.
Vanwege de niet-officiële status van het toernooi in 1946 bleef het resultaat uit 1939, behaald op 19-jarige leeftijd, de beste prestatie op een officieel internationaal kampioenschap.

## Records

### Persoonlijke records
| Afstand      | Tijd    | Datum            | Baan   |
| ------------ | ------- | ---------------- | ------ |
| 500 meter    | 42,9    | 5 februari 1938  | Davos  |
| 1500 meter   | 2.17,1  | 6 februari 1938  | Davos  |
| 5000 meter   | 8.14,8  | 11 februari 1940 | Bergen |
| 10.000 meter | 17.38,6 | 4 februari 1940  | Oslo   |

### Wereldrecords laaglandbaan (officieus)
| Nr. | Afstand    | Tijd   | Datum            | Baan   |
| --- | ---------- | ------ | ---------------- | ------ |
| 1.  | 5000 meter | 8.14,8 | 11 februari 1940 | Bergen |

### Adelskalender
Met het vestigen van bovenstaand persoonlijk record kwam Johansen de top 10 van de adelskalender binnen. Een week later schaatste hij zijn snelste 5000 meter in Bergen en klom de Noor naar plaats vier in de ranglijst. Na deze 5000 meter vestigde hij geen PR meer en bleef zodoende steken op de vierde positie. Deze positie hield hij slechts een jaar vast, in tegenstelling tot zijn top 10-notering. Pas op 19 januari 1952 werd hij uit de top 10 van de adelskalender gereden.

## Resultaten
| Jaar | EK Allround      | WK Allround         |
| ---- | ---------------- | ------------------- |
| 1938 | 8e               | 7e                  |
| 1939 | Brons            | NC17                |
| 1940 |                  | 4e (onofficieel WK) |
| 1946 | (onofficieel EK) |                     |
| 1947 | 6e               | NS3                 |

### Medaillespiegel
| Kampioenschap | Goud | Zilver | Brons |
| ------------- | ---- | ------ | ----- |
| EK Allround   | 0    | (1)    | 1     |
| WK Allround   | 0    | 0      | 0     |